# Лангенус, Джон
Джон Ла́нгенус (нидерл. John Langenus; 8 декабря 1891, Берхем — 1 октября 1952, Антверпен) — бельгийский футбольный рефери, являлся главным арбитром финального матча первого Чемпионата мира по футболу в 1930 году. За судейскую карьеру судил матчи 3-х чемпионатов мира, судил матчи Олимпийского футбольного турнира 1928 года.

## Биография
Джон Лангенус имеет английское имя, хотя во многих источниках его называют на французский (Жан) или голландский (Ян, Йоханнес) манер.
В юности Лангенус был футболистом, а после травмы, не позволившей ему продолжать карьеру футболиста, решил стать футбольным арбитром. Свой первый судейский экзамен Лангенус провалил, не сумев ответить на вопрос: «Что должен сделать судья, если мяч попадёт в низко пролетающий самолёт?»
По словам самого Лангенуса, первую встречу он отсудил в 1906 году. В первые годы своей судейской карьеры он неоднократно сомневался в том, что способен хорошо выполнять судейские обязанности, и даже собирался оставить эту профессию.
Работать на играх первенства Бельгии он начал в 1912 году. В 1924 году Лангенус стал арбитром ФИФА. Он всегда выходил на поле в брюках-гольф, пиджаке и при галстуке, чем запомнился зрителям.
Лангенус также являлся служащим Антверпенского муниципалитета и владел пятью иностранными языками.
Начиная с 1920-х гг. Лангенус писал статьи в различные газеты и журналы, а после завершения судейской карьеры он опубликовал несколько книг, самая известная среди которых «Со свистком вокруг света» (англ. «Whistling through the world»), написанная в 1942 году.

## Международная карьера
За свою карьеру Лангенус обслуживал около 85 международных встреч, в том числе и финальный матч первого чемпионата мира.

### Летние Олимпийские Игры 1928
Первым крупным международным турниром для Лангенуса стали Летние Олимпийские Игры 1928. На турнире он отсудил две встречи: матч первого круга между Уругваем и Нидерландами (уругвайцы одержали победу — 2:0) и матч за третье место, в котором Италия со счётом 11:3 обыграла Египет.

### Чемпионат мира 1930
Джон Лангенус был в числе 15 арбитров, приглашённых судить матчи первого чемпионата мира по футболу. До Уругвая он плыл на пароходе «Конте Верде» вместе со сборными Франции, Бельгии и Румынии. Будучи заядлым курильщиком, Лангенус вёз с собой чемодан, доверху набитый сигаретами и сигарами. По счастливому стечению обстоятельств чемодан не открывали ни на французской, ни на испанской таможне.
На чемпионате он обслуживал четыре матча в качестве главного арбитра, а ещё в двух встречах выполнял функции арбитра на линии. Все матчи в качестве главного арбитра Лангенус провёл на поле стадиона «Сентенарио». В полуфинальной встрече сборных Аргентины и США, завершившейся со счётом 6:1 в пользу аргентинских футболистов, американцы были недовольны судейством Лангенуса (во многом из-за грубых приёмов аргентинцев травмы получили несколько игроков американской команды, а к концу матча в рядах сборной США осталось лишь 6 здоровых игроков). Их недовольство, в частности, выразилось в одном из эпизодов матча. После одного из столкновений и назначенного не в пользу американцев штрафного на поле стадиона «Сентенарио» выбежал Джон Колл, представитель медицинского штаба команды США, чтобы высказать свои претензии арбитру. Медицинский чемоданчик выпал из его рук, раскрылся, при этом разбились несколько склянок с хлороформом. Надышавшись парами хлороформа, Колл не смог самостоятельно покинуть поле.
Новость о назначении на финальный матч стала для Лангенуса полной неожиданностью, поскольку вскоре после полуфинального матча он намеревался вернуться в Европу. Будучи приглашённым к губернатору Монтевидео, от которого он и узнал эту новость, Лангенус был вынужден отложить свой отъезд. Накал страстей перед финальным матчем был настолько велик, что бельгийский арбитр согласился обслуживать матч лишь при наличии медицинской страховки на случай травмы и гарантированного отъезда из Монтевидео в течение часа после окончания игры. Меры предосторожности, предпринятые Лангенусом, в итоге оказались излишними.
Перед началом финального матча при входе на стадион Лангенус по ошибке был задержан полицией вместе с 20 болельщиками, которые пытались попасть на матч по фальшивым удостоверениям арбитра. Вскоре он был отпущен и доставлен полицейскими на стадион. Перед самым началом матча между участниками финала разгорелась дискуссия. Необходимо было определить, каким мячом играть: уругвайским или аргентинским. Лангенус был вынужден найти компромисс: первый тайм играли аргентинским мячом, а второй — уругвайским. Победу в матче со счётом 4:2 одержали уругвайцы. Сообщалось, что аргентинские болельщики, раздосадованные поражением своей команды, после матча забросали камнями окна гостиницы, в которой проживал Лангенус, но его номер находился этажом выше, поэтому ни он, ни его имущество не пострадали.

### Чемпионат мира 1934
На чемпионате мира 1934 года Лангенус отсудил всего одну игру, в которой чехословаки победили румын. Решающий гол Олдржиха Неедлы получился курьёзным: он забил его, получив пас от Иржи Соботки, который перед этим нарушил правила. Но этот эпизод ускользнул от внимания арбитра, поскольку несколькими мгновениями раньше тот оказался на земле, столкнувшись с кем-то из игроков.

### Чемпионат мира 1938
На чемпионате мира 1938 года Лангенус обслуживал матч открытия между сборными Германии и Швейцарии. Основное время не выявило победителя, а в дополнительное Лангенус удалил с поля Ханса Пессера, чем ослабил немецкую команду. Ни одна из команд не сумела забить, и была назначена переигровка, в которой Лангенус участия уже не принимал.
В качестве главного арбитра матча чемпионата мира Лангенус появился на поле ещё лишь однажды — в матче за третье место между шведами и бразильцами. Игра завершилась со счётом 4:2 в пользу сборной Бразилии.